# Kalanchoe laxiflora

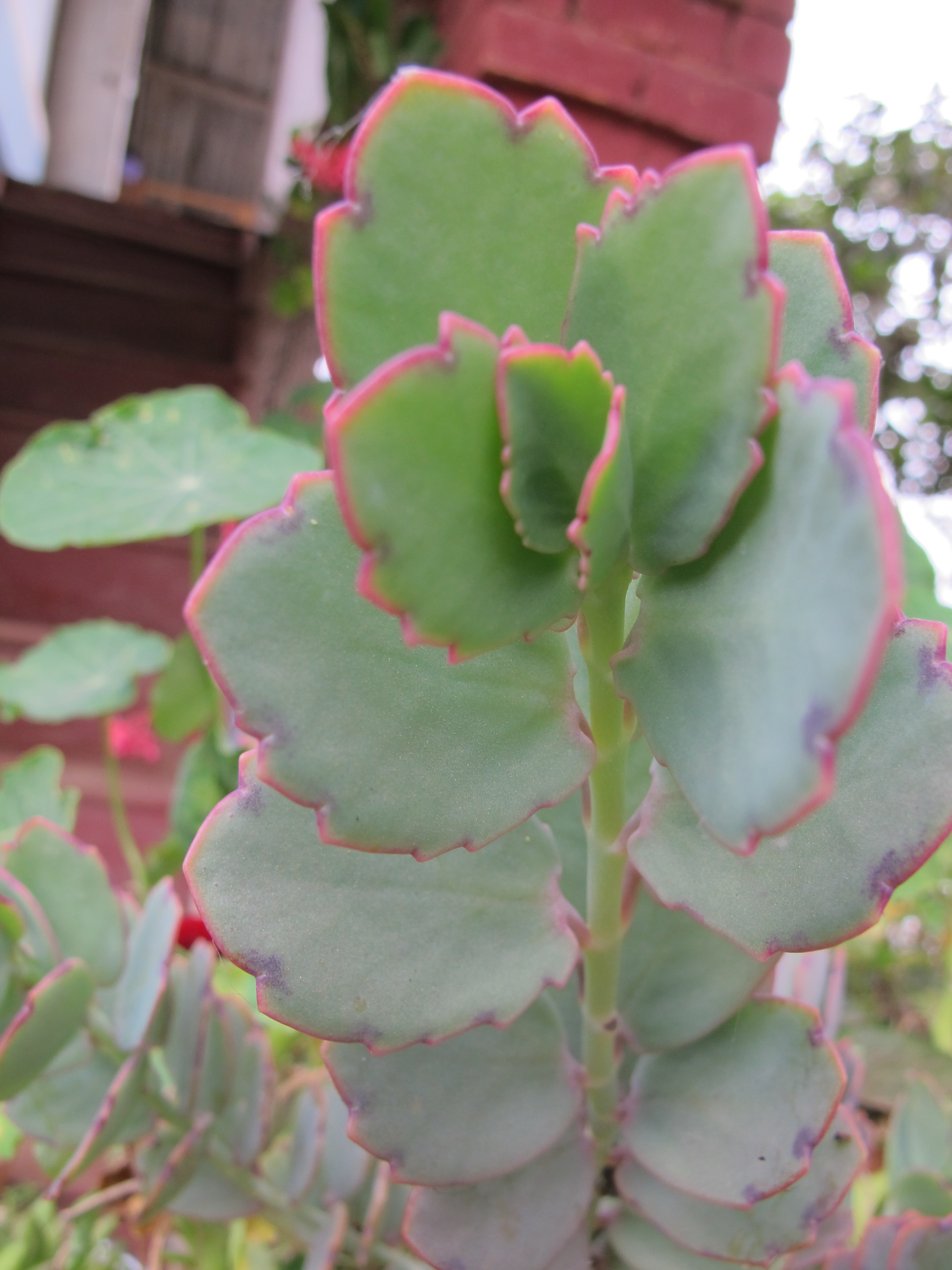
Kalanchoe laxiflora

Kalanchoe laxiflora és una espècie de planta suculenta del gènere Kalanchoe, que pertany a la família Crassulaceae.

## Descripció
És una planta perenne, totalment glabra, de 50 cm d'alçada.
Les tiges són erectes, ramificant-se des de la base; les tiges florides, inicialment postrades a la base i arrelant, i després ascendents.
Les fulles són peciolades, de color verd a verd blavós, generalment vores vermelles, de vegades amb taques marrons o vermelles; pecíol prim, de 1,5 a 6 cm de llarg; làmina més o menys ovada, de 2 a 6 cm de llarg i de 1,5 a 3,5 cm d'ample, punta obtusa, base més o menys clarament auriculada (aurícules que varien de molt reduïdes a grans), els marges crenats de manera visible, amb propàguls a les dents.
Les inflorescències amb cimes corimbiformes denses, peduncles a 50 cm, pedicels molt esvelts, de 8 a 16 mm.
Les flors són pèndules; calze groc-verd, vermell ataronjat a violeta; tub de 5 a 12 mm; sèpals més o menys deltoides, aguts, de 3 a 7 mm; corol·la de color vermell, vermell-violeta, rosa, taronja rosa, taronja-vermell, taronja-groc a groc pàl·lid, tub de corol·la cilíndric, de 10 a 20 mm; pètals obovats, obtusos, de 3 a 5 mm de llarg i de 2,5 a 3 mm d'ample.
És similar a en hàbit a l'espècie K. fedtschenkoi. El tàxon és molt variable en la mida del calze i la corol·la, així com en el color de les flors i les fulles.

## Distribució
Planta endèmica de l centre de Madagascar. Creix entre roques.

## Taxonomia
Kalanchoe laxiflora va ser descrita per John Gilbert Baker (Baker) i publicada al Journal of the Linnean Society. Botany. London. 22: 472. 1887.

### Etimologia
Kalanchoe: nom genèric que deriva de la paraula cantonesa "Kalan Chauhuy", 伽藍菜 que significa 'allò que cau i creix'.
laxiflora: epítet de les paraules llatines laxus que significa 'fluix' i florus que significa 'florit', en referència a la separació relativament àmplia entre flors individuals en cada cima.

### Sinonímia
- Kitchingia laxiflora  (Baker) Allorge-Boiteau (1995)
- Bryophyllum crenatum  Baker (1883) / Kalanchoe crenata  (Baker) Hamet (1907)
- Kalanchoe tieghemii  Hamet (1914)
- Kalanchoe laxiflora ssp. stipitata  Boiteau & Mannoni (1949)
- Kalanchoe laxiflora ssp. subpeltata  Boiteau & Mannoni (1949)
- Kalanchoe laxiflora ssp. violacea  Boiteau & Mannoni (1949)
- Bryophyllum laxiflorum  (Baker) Govaerts (1996)